# Dôme de Città della Pieve
La cathédrale dei Santi Gervasio e Protasio est le dôme  de la ville de Città della Pieve.

## Histoire
L'église primitive datant des IVe et Ve siècles fut remplacée par un édifice roman, restructuré en gothique au XIIIe siècle. Devenue cathédrale  du diocèse au XVIe siècle, elle fut remaniée en baroque au XVIIe siècle avec ses chapelles latérales et son campanile.

## Œuvres
- Battesimo di Gesù (1520) et Madonna in gloria fra santi (1514) du Pérugin ;
- Sposalizio della Vergine (1620) et Madonna del Carmine (1528) de Antonio Circignani dit Il Pomarancio ;
- Madonna in trono col Bambino e i santi Martino vescovo e Maria Maddalena (1521), de Domenico Alfani ;
- Madonna fra santi attribuée à Giannicola di Paolo ;
- Madonna in trono fra santi de Salvio Savini ;
- Un crucifix de bois  attribué à  Giambologna (1550).

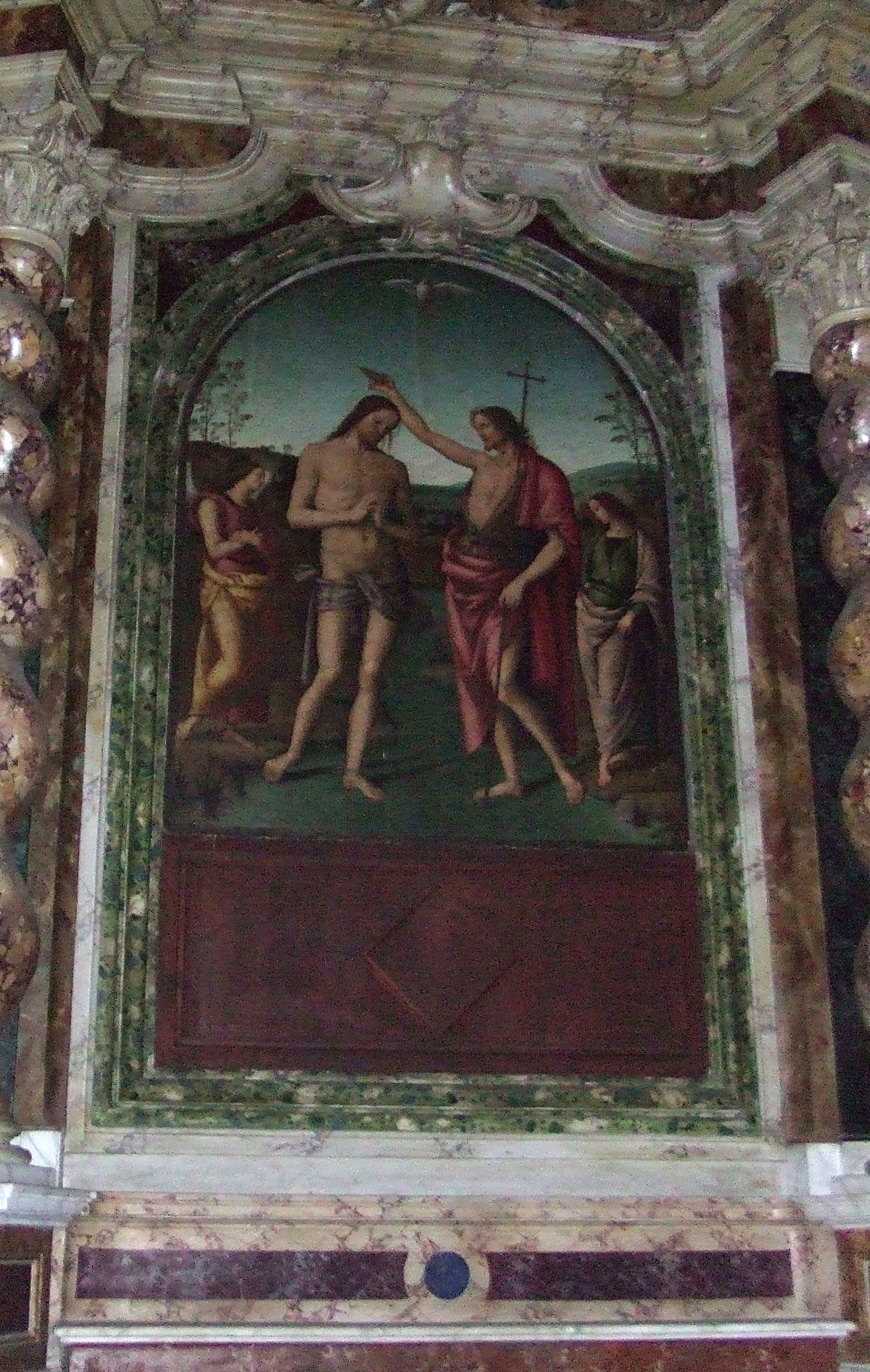
Le Baptême du Christ du Pérugin.

## Sources
- (it) Cet article est partiellement ou en totalité issu de l’article de Wikipédia en italien intitulé « Duomo di Città della Pieve » (voir la liste des auteurs).